# Ontojärvi–Nurmesjärvi
Le lac Ontojärvi (finnois : Ontojärvi) ou Ontojärvi–Nurmesjärvi est un lac situé à Kuhmo en  Finlande,.

## Présentation
Le lac a une superficie de 104,6 kilomètres carrés et une altitude de 159,2 mètres.
Il reçoit son eau des lacs Lentua et Lammasjärvi à l'est et de la route lacustre de Vieksinjoki au nord-ouest.
Le lac Ontojärvi se déverse dans la rivière Ontojoki vers le Iso-Kiimainen.